# Universiteit van Warschau
De Universiteit van Warschau (Pools: Uniwersytet Warszawski) is de grootste universiteit van Polen en samen met de Jagiellonische Universiteit in Krakau een van de twee beroemdste universiteiten van het land.
De universiteit heeft meerdere namen gehad. De Keizerlijke Universiteit van Warschau (Cesarski Uniwersytet Warszawski) werd in 1816 opgericht. Tussen 1915 en 1935 heette ze Universiteit van Warschau (Uniwersytet Warszawski), in de vier jaar daarna Józef Piłsudski-Universiteit Warschau (Uniwersytet Józefa Piłsudskiego w Warszawie) en tijdens de Tweede Wereldoorlog de Geheime Universiteit Warschau (Tajny Uniwersytet Warszawski), want de Duitse bezetter sloot in 1939 alle hoger onderwijsinstellingen in Polen. Studenten kregen in het geheim les van professoren vaak bij de professoren thuis. Tijdens de Opstand van Warschau vonden er zware gevechten plaats rond het universiteitsterrein dat in Duitse handen zou blijven gedurende de hele opstand. Sinds 1945 heeft de universiteit weer dezelfde naam als aan het begin van de 20e eeuw: Universiteit van Warschau (Uniwersytet Warszawski).

## Faculteiten
De universiteit is opgedeeld in 19 faculteiten en één instituut:
- Faculteit voor toegepaste taalkunde en slavistiek (Slavische talen)
- Faculteit voor toegepaste sociale wetenschappen
- Faculteit voor biologie
- Faculteit voor economie
- Faculteit voor filosofie en sociologie
- Faculteit voor geografie
- Faculteit voor geologie
- Faculteit voor geschiedenis
- Faculteit voor journalistiek en politicologie
- Faculteit voor management
- Faculteit voor moderne talen
- Faculteit voor natuurkunde
- Faculteit voor oriëntalistiek
- Faculteit voor pedagogiek
- Faculteit voor polonistiek (Pools)
- Faculteit voor psychologie
- Faculteit voor recht en administratie
- Faculteit voor scheikunde
- Faculteit voor wiskunde, informatica en machinebouw

Albanië: Universiteit van Tirana, Technische Hogeschool van Tirana · 
België: Vrije Universiteit Brussel, Université libre de Bruxelles · 
Bulgarije: Sofia Universiteit St. Kliment Ohridski · 
Cyprus: Universiteit van Cyprus · 
Duitsland: Vrije Universiteit Berlijn, Humboldtuniversiteit · 
Denemarken: Universiteit van Kopenhagen · 
Estland: Technische Universiteit Tallinn, Universiteit van Tallinn · 
Finland: Universiteit van Helsinki · 
Frankrijk: Sorbonne Université, Université Sorbonne-Nouvelle, Universiteit Paris-Dauphine ·
Griekenland: Universiteit van Athene · 
Hongarije: Loránd Eötvös-universiteit · 
Ierland: Nationale Universiteit van Ierland, Dublin · 
Italië: Universiteit Sapienza Rome, Universiteit van Rome Tor Vergata, Roma Tre-universiteit · 
Kroatië: Universiteit van Zagreb · 
Letland: Universiteit van Letland · 
Litouwen: Universiteit van Vilnius · 
Nederland: Universiteit van Amsterdam · 
Noord-Macedonië: Universiteit van Skopje · 
Noorwegen: Universiteit van Oslo · 
Oostenrijk: Universiteit van Wenen · 
Polen: Universiteit van Warschau · 
Portugal: Universiteit van Lissabon · 
Roemenië: Universiteit van Boekarest · 
Rusland: Staatsuniversiteit van Moskou · 
Slowakije: Comenius Universiteit Bratislava · 
Slovenië: Universiteit van Ljubljana · 
Spanje: Autonome Universiteit van Madrid, Complutense-universiteit van Madrid · 
Tsjechië: Karelsuniversiteit Praag · 
Verenigd Koninkrijk: University College London · 
IJsland: Universiteit van IJsland · 
Zweden: Universiteit van Stockholm · 
Zwitserland: Universiteit van Lausanne